# 多々良駅
多々良駅（たたらえき）は、群馬県館林市日向町にある東武鉄道伊勢崎線の駅である。駅番号はTI 11。

## 年表
- 1907年（明治40年）8月27日 -  川俣駅から足利町駅まで開通と同時に中野駅として開業[1]。
- 1937年（昭和12年）3月1日 - 多々良駅に改称[2]。
- 2006年（平成18年）3月18日 - ダイヤ改正に伴い準急が区間急行に名称変更され大幅に本数が削減されると同時に日中の運用形態が久喜駅で系統分割され、日中に浅草駅に向かう列車がなくなった。日中の時間帯は久喜駅－館林駅及び太田駅間を結ぶ普通列車の運用となった。また、区間準急の新たな停車駅となった。[要出典]

## 駅構造
相対式ホーム2面2線を有する地上駅。駅舎は伊勢崎方面ホーム側にあり、浅草方面ホームとは跨線橋で連絡している。PASMO簡易改札機設置。
窓口の営業時間は6:00 - 21:00である。営業時間内でも駅員がいないことがあり、自動券売機の他に乗車駅証明書発行装置も備え付けられている。

### のりば
| 番線 | 路線     | 方向 | 行先                                                                         |
| ---- | -------- | ---- | ---------------------------------------------------------------------------- |
| 1    | 伊勢崎線 | 下り | 足利市・太田方面                                                             |
| 2    | 伊勢崎線 | 上り | 館林・久喜・ 東武スカイツリーライン 北千住・とうきょうスカイツリー・浅草方面 |

- 上記の路線名は旅客案内上の名称（「東武スカイツリーライン」は愛称）で表記している。

## 利用状況
2024年度の1日平均乗降人員は534人である。これは伊勢崎線内では世良田駅に次いで2番目に少ない数値である。
近年の1日平均乗降人員の推移は下記の通り｡
| 年度               | 1日平均 乗降人員 | 出典       |
| ------------------ | ---------------- | ---------- |
| 1998年（平成10年） | 960              |            |
| 1999年（平成11年） | 912              |            |
| 2000年（平成12年） | 882              |            |
| 2001年（平成13年） | 847              |            |
| 2002年（平成14年） | 824              |            |
| 2003年（平成15年） | 872              |            |
| 2004年（平成16年） | 886              |            |
| 2005年（平成17年） | 878              |            |
| 2006年（平成18年） | 896              |            |
| 2007年（平成19年） | 892              |            |
| 2008年（平成20年） | 859              |            |
| 2009年（平成21年） | 803              |            |
| 2010年（平成22年） | 767              |            |
| 2011年（平成23年） | 724              |            |
| 2012年（平成24年） | 740              |            |
| 2013年（平成25年） | 750              |            |
| 2014年（平成26年） | 721              |            |
| 2015年（平成27年） | 718              |            |
| 2016年（平成28年） | 696              |            |
| 2017年（平成29年） | 670              |            |
| 2018年（平成30年） | 629              |            |
| 2019年（令和元年） | 650              | [ 東武 3 ] |
| 2020年（令和02年） | 471              | [ 東武 4 ] |
| 2021年（令和03年） | 532              | [ 東武 5 ] |
| 2022年（令和04年） | 533              | [ 東武 6 ] |
| 2023年（令和05年） | 519              | [ 東武 7 ] |
| 2024年（令和06年） | 534              | [ 東武 1 ] |

## 駅周辺
- 国道122号
- 栃木県道・群馬県道148号野田多々良停車場線
- 群馬県道371号多々良停車場線
- 館林多々良郵便局
- 足利市立愛宕台中学校
- 群馬県立多々良沼公園
- 群馬県立館林美術館
- 彫刻の小径
- ビバホーム館林店
- 館林市立第八小学校
- 館林市立多々良中学校

## バス路線
- つゝじ観光バス 館林市外四町広域公共路線バス多々良北線
  - 館林駅東口行き（つつじ野コミュニティセンター経由）

## 隣の駅
東武鉄道
 伊勢崎線
館林駅 (TI 10) - 多々良駅 (TI 11) - 県駅 (TI 12)